# Casa Gropius
La Casa Gropius es una casa museo histórica ubicada en 68 Baker Bridge Road en la localidad de Lincoln, ubicada en el estado de Massachusetts (Estados Unidos). Fue la residencia familiar del arquitecto moderno Walter Gropius, su esposa Ise Gropius (de soltera Frank) y su hija Ati Gropius. La casa fue designada Monumento Histórico Nacional en 2000 por su asociación con Walter Gropius, ya que fue un influyente maestro y líder de la arquitectura modernista. La casa incluye una gran colección de materiales relacionados con la Bauhaus.

## Historia
Como primer director de la Bauhaus, Gropius se preocupó por combinar las tecnologías modernas con las necesidades del consumidor, poniendo el mismo énfasis en la integridad arquitectónica y las artes decorativas.
Gropius y su familia llegaron a Estados Unidos después de una estadía de tres años en Londres, donde se habían mudado para evitar el régimen nazi. Gropius llegó a Massachusetts para aceptar un puesto de profesor en la Graduate School of Design de la Universidad de Harvard en 1937. Su colega arquitecto y prominente bostoniano Henry Shepley convenció a la filántropa Helen Storrow de que proporcionase terrenos y financiase el diseño y construcción de una casa para Gropius.
Gropius diseñó la casa en 1937, y ese fue su primer proyecto en Estados Unidos. El constructor local Casper J. Jenney lo construyó en 1938. Gropius usó su nuevo hogar como escaparate para sus estudiantes de Harvard y como ejemplo de arquitectura paisajista modernista en Estados Unidos. Eligió el área debido a su proximidad a la Academia Concord, a la que estaba programado que asistiera su hija Ati. Siguió siendo el hogar de Gropius desde 1938 hasta su muerte en 1969.
Marcel Breuer, un colega arquitecto y amigo de la familia Gropius, llegó a los Estados Unidos poco después de los Gropius, también para formar parte de la facultad de diseño de Harvard. Helen Storrow proporcionó un terreno vecino a Breuer donde pudo mostrar sus filosofías de diseño. Gropius y Breuer se ayudaron mutuamente en la construcción de sus casas, completando sus viviendas en 1938 y 1939, respectivamente. La Casa Gropius sigue exhibiendo muebles Breuer y también contiene obras de Eero Saarinen, Joan Miró y Herbert Bayer que obsequiaron a Walter Gropius.

## Arquitectura y diseño

### La casa
La Casa Gropius está ubicada en medio de campos, bosques y granjas. Mezcla materiales tradicionales de la arquitectura de Nueva Inglaterra (madera, ladrillo y piedra de campo) con materiales industriales como bloques de vidrio, yeso acústico, acero soldado y barandillas cromadas. La estructura consiste en un poste tradicional de Nueva Inglaterra y un marco de madera con vigas revestidas con un revestimiento vertical de lengüeta y ranura pintado de blanco. 
Las tablillas tradicionales se utilizan en el vestíbulo interior, pero se aplican verticalmente para crear la ilusión de altura. Las tablillas también cumplían una función práctica como galería. Debido a que las obras exhibidas en la Casa Gropius cambiaban con frecuencia, la madera sirvió como una superficie fácil para clavar, parchear, repintar y comenzar de nuevo. La casa contiene una sala y un comedor combinados, una cocina, una oficina, un cuarto de costura, tres dormitorios y cuatro baños. Todos los baños se colocaron en la esquina noroeste menos prominente de la casa y usaron la misma pila de plomería para una máxima eficiencia.
Una de las diferencias más notables entre la Casa Gropius y las casas adyacentes es su techo plano. Mientras que en gran parte de Europa e incluso en ciertas partes de los Estados Unidos los techos planos se estaban volviendo bastante comunes, en Lincoln y áreas circundantes los techos inclinados con frontones eran la norma. 
Para el interior se usó una paleta de colores minimalista en todo el interior que consta de negro, blanco, grises pálidos y tonos tierra con solo tenues salpicaduras de rojo.

### El paisaje
De acuerdo con la filosofía de la Bauhaus, todos los aspectos de la casa y el paisaje circundante se planificaron para lograr la máxima eficiencia y simplicidad. La casa fue concebida como parte de un paisaje orgánico, donde Gropius utilizó espacios interiores y exteriores para acentuar las relaciones entre la estructura y el sitio.
Antes de que se completara el diseño de la casa, Walter Gropius estaba trabajando duro para crear el paisaje ideal. Seleccionó árboles maduros del bosque vecino y ayudó a trasplantarlos a su futuro patio. Ise era la paisajista predominante en la familia: ella y Walter seleccionaron pinos escoceses, pinos blancos, olmos, robles y hayas americanas para complementar su entorno. Los Gropius también agregaron rocas "rescatadas" y enrejados de madera adornados con rosas trepadoras rosadas y vides Concord para halagar el paisaje de Nueva Inglaterra. Las enredaderas agridulces y las enredaderas de trompeta también conectaban el hogar con la naturaleza. Ise pasaba muchas horas a la semana plantando, desyerbando y podando. 
También llenó y mantuvo más de una docena de comederos y casas para pájaros en la propiedad y afirmó haber conocido personalmente a más de noventa aves. Después de un viaje a Japón hacia 1957, Ise quitó las plantas perennes y cubrió el suelo con una capa de grava gris, donde plantó azaleas, caramelos, cotoneaster y un gran arce japonés de hojas rojas.

## Conservación
En 1974, cinco años después de la muerte de Walter, Ise donó la propiedad a la Sociedad para la Preservación de Antigüedades de Nueva Inglaterra (ahora Nueva Inglaterra Histórica ), aunque vivió allí por el resto de su vida. En 1984, un año después de la muerte de Ise, la casa se convirtió en museo. Está abierto al público.

## Galería
|                                                     |
| 1938 Casa de Walter Gropius, Lincoln, Massachusetts |

|                                                    |
| Casa Gropius, vista desde la parte trasera lateral |

|             |
| Un marcador |

|                   |
| Escalera interior |

|                                                |
| Ducha exterior en la parte trasera de la casa. |